# 권태안
권태안(한국 한자: 權泰顔, 1992년 4월 9일 ~ )은 대한민국의 축구 선수이다. 포지션은 골키퍼이다.

## 기타
그의 아버지는 과거 대한민국 배드민턴 국가대표팀 감독을 지냈고, 현재 삼성전기 배드민턴단 총감독을 맡고 있는 권승택이다.